# 1067. grenadirski polk (Wehrmacht)
1067. grenadirski polk (izvirno nemško 1067. Grenadier-Regiment; kratica 1067. GR) je bil pehotni polk Heera v času druge svetovne vojne.

## Zgodovina
Polk je bil ustanovljen 1. julija 1944 in razpuščen 22. avgusta istega leta.